# Loewentheilova sbírka čínských fotografií

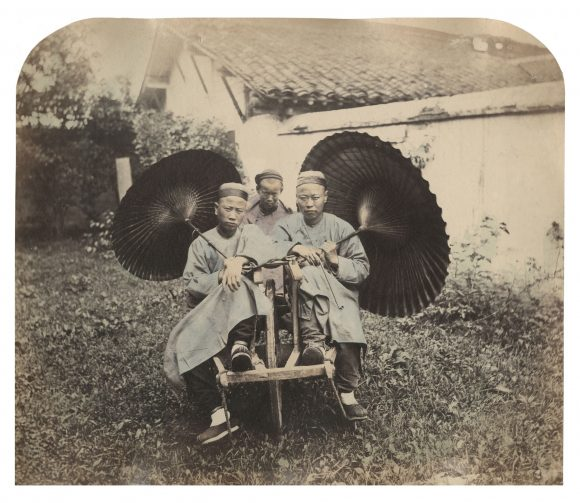
Fotografie číslo 47 ze série Náčrtky čínského života a postavy, Šanghaj, 1860–1870. Originální ručně kolorovaná albuminová fotografie Williama Saunderse, součást sbírky historických čínských fotografií Stephana Loewentheila

Loewentheilova sbírka čínských fotografií obsahuje více než 21 000 raných fotografií Číny - především z dynastie Čching z 19. století - a byla sestavena sběratelem a antikvářem Stephanem Loewentheilem. Sbírka, kterou Loewentheil vytvořil během tří desetiletí, je neocenitelným pohledem do čínské dynastie Čching z 19. století, která je označována jako „nepochybně nejlepší sbírka svého druhu, která je stále v soukromých rukou.“

## Historie sbírky

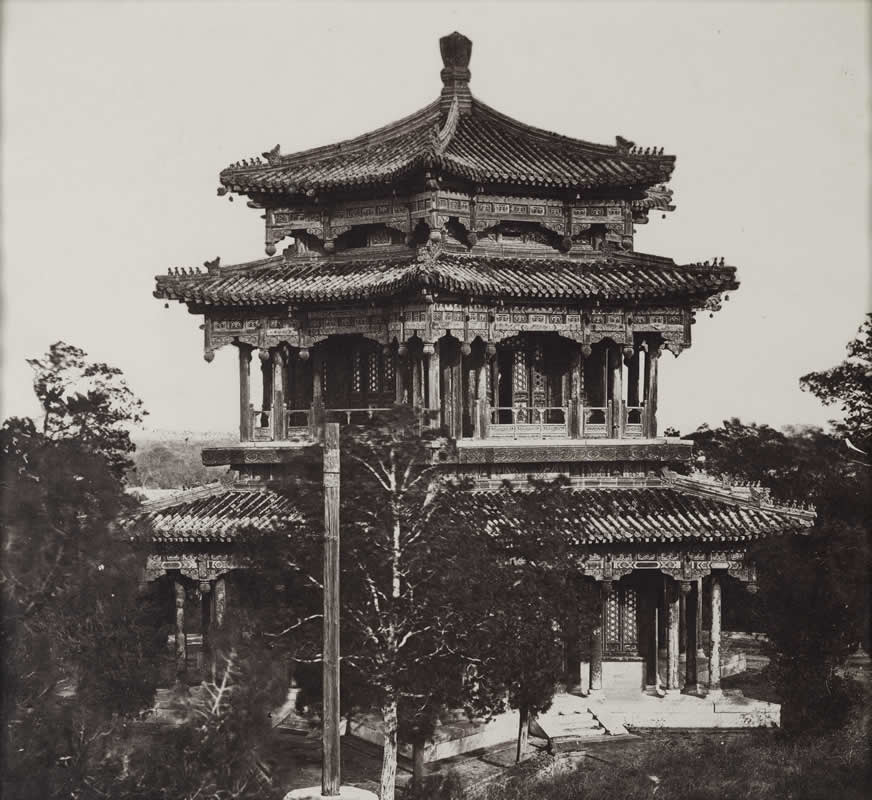
Felice Beato: Velký císařský palác před spálením, Peking, 1860, Loewentheilova sbírka čínských fotografií

Loewentheilova sbírka historických čínských fotografií má kořeny v prvních fotografických metodách 19. století jako jsou daguerreotypie, carte de visite, albuminové tisky nebo kyanotypie. Časem získala velkou historickou hodnotu se vzácnými exempláři a je největší soukromou sbírku čínských historických fotografií. Sbírka, kterou China Global Television Network označila za „největší, nejvzácnější a nejcennější svého druhu na světě“. Je neocenitelným pohledem do čínské dynastie Čching v období devatenáctého století, před moderním převratem, který neodvolatelně změnil zemi a její obyvatele. Jedním z vrcholů budování sbírky během tří desetiletí bylo získání alba 56 albumenových tisků Felice Beata, která zahrnovala některé z prvních fotografických obrazů Číny na aukci v Pensylvánii v roce 2014.
Sbírka, čítající více než 15 000 fotografií zahrnuje díla jak zahraničních, tak čínských fotografů, mezi nimi i italského rodáka Felice Beata, britského expatriota Thomase Childa nebo Williama Saunderse, skotského cestovatele a fotografa Johna Thomsona a díla čínských fotografovů Pun Luna, Lai Afonga nebo Tunga Hinga.
Loewentheilova sbírka byla vystavena ve Spojených státech i v dalších zemích. Rozsáhlé sbírky kolekce raných fotografií Pekingu od Thomase Childa byly vystaveny v listopadu 2015 na China Exchange v Londýně a v roce 2016 v galerii Sidney Mishkin na Baruch College v New Yorku. Child, britský plynárenský inženýr poslaný do Pekingu, aby v roce 1870 pracoval pro Imperiální námořní celní službu, během svých cest vytvořil nejucelenější fotografické zobrazení Pekingu 19. století. Výběr 30 fotografií ze sbírky Historická fotografie Číny, včetně vzácného starého letního paláce Felice Beata, pořízeného těsně před jeho zničením anglo-francouzskými jednotkami ve druhé opiové válce byl vystaven jako součást Asia Week v New Yorku v březnu 2017.
Koncem roku 2018 bylo 120 snímků z Loewentheilovy sbírky vystaveno v Pekingu na Univerzitě Čching-chua a stala se jednou z největších výstav fotografií z 19. století v Číně, a během prvních dvou měsíců přilákala 70.000 diváků. Loewentheil to komentoval, že „veřejnost touží po vystavení vizuálního a výtvarného záznamu konzervativní čínské fotografie.„ Su Dan, viceprezident muzea, popsal výstavu jako „nutnou výstavu pro učence, kteří se zajímají o literaturu, historii, folklór a architekturu a jako slavnost historické kultury a umělecké estetiky“ zatímco mladý čínský divák agentuře Sin-chua poznamenal, že „fotografie jsou při přenosu historie silnější a pravdivější než psaná slova. Skrze ně se cítím, jako bych se mohl dotknout historie.“ V rozhovoru s televizí CNN o výstavě Loewentheil vyjádřil podobný sentiment: „fotografie je největším strážcem historie...“

## Galerie

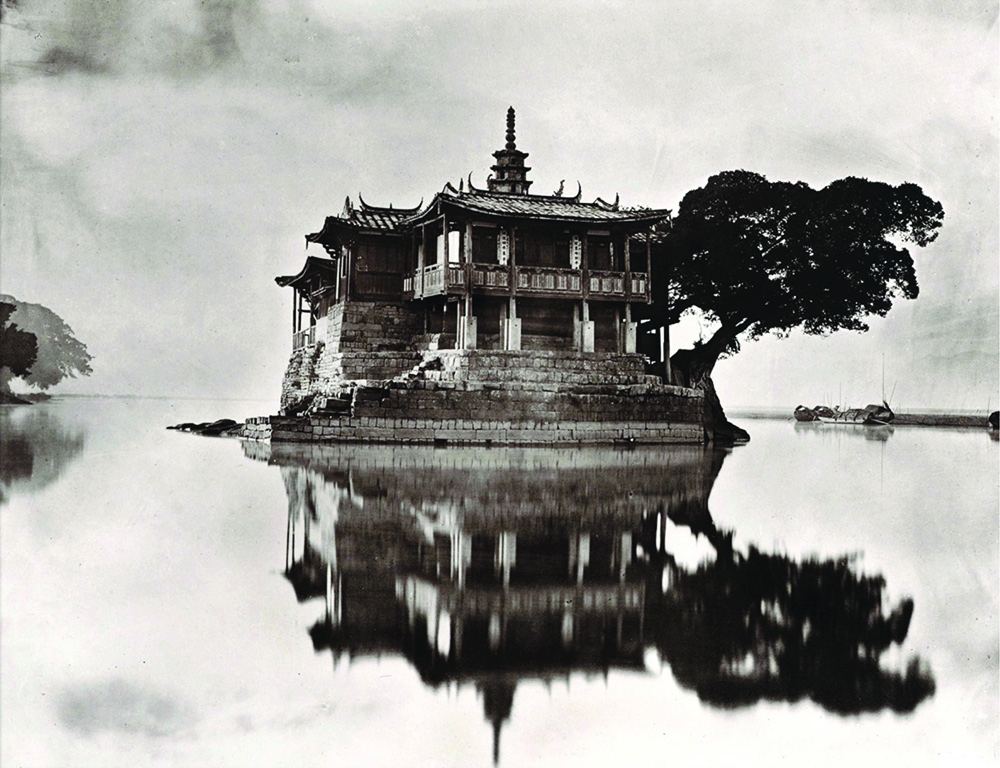
John Thomson: Island Pagoda, Min River, Fujian, asi 1870, albumenový stříbrný tisk
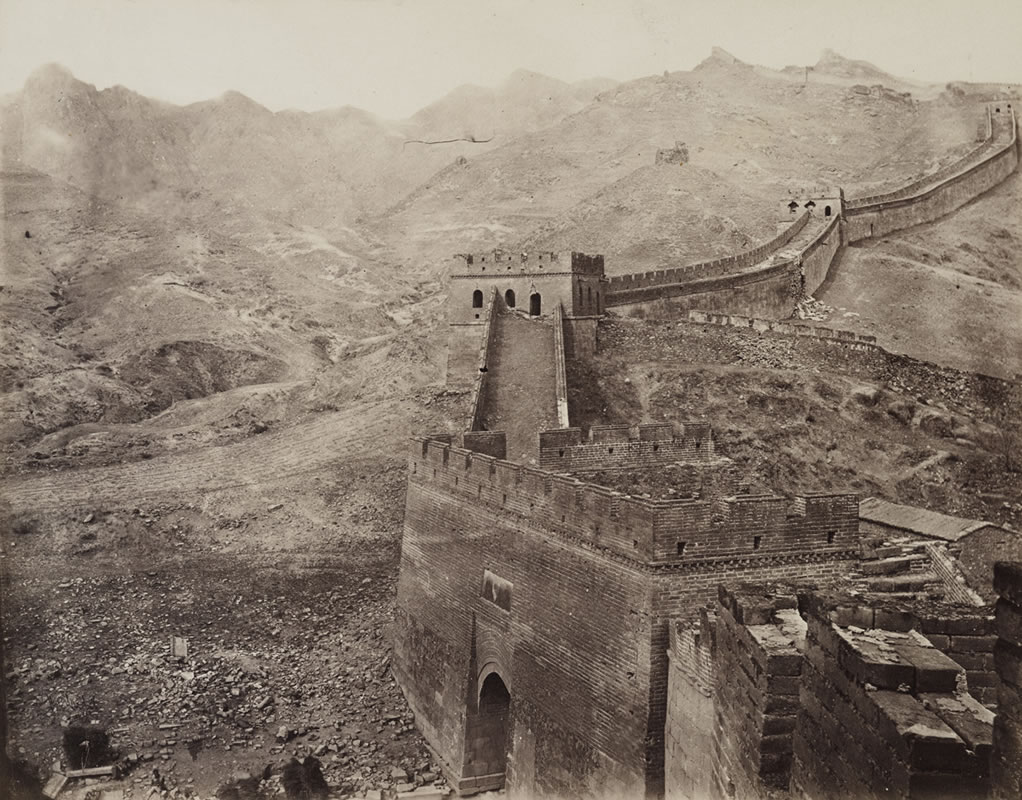
Thomas Child: Great Wall with Gate, Badaling, 1870-1880, albumenový stříbrný tisk
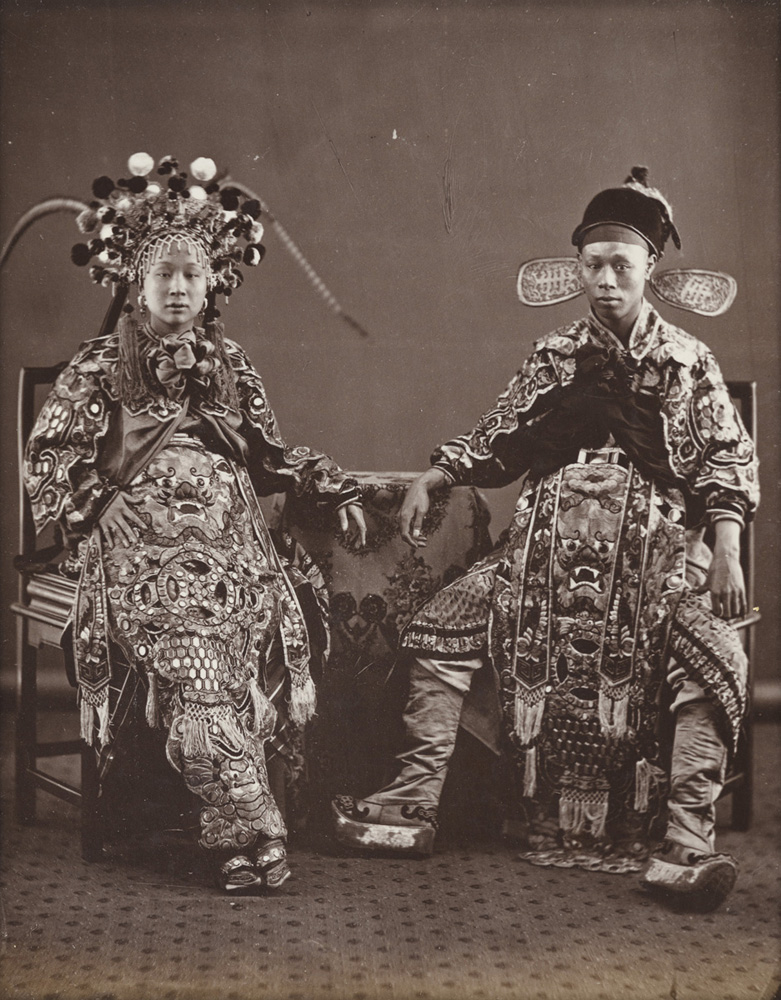
Lai Fong: Chinese Performers, 1870-1880, albumenový stříbrný tisk